# Farigia larissa
Farigia larissa är en fjärilsart som beskrevs av Druce 1911. Farigia larissa ingår i släktet Farigia och familjen tandspinnare. Inga underarter finns listade i Catalogue of Life.